# 4P/Faye
4P/Faye, o Cometa Faye, è una cometa periodica del Sistema solare, appartenente alla famiglia delle comete gioviane. È stata scoperta il 25 novembre 1843 da Hervé Faye all'Osservatorio di Parigi.
Il 23 novembre furono eseguite le prime osservazioni documentate della cometa, tuttavia le cattive condizioni atmosferiche impedirono che la scoperta potesse essere confermata fino al 25 novembre. La cometa aveva oltrepassato il suo perielio già da un mese e raggiunse una luminosità sufficiente alla sua individuazione solo in virtù di un passaggio ravvicinato al nostro pianeta. A fine novembre, la cometa era visibile ad occhio nudo, secondo quanto riportato da Otto Wilhelm von Struve, e rimase osservabile attraverso piccoli e grandi telescopi rispettivamente fino al 10 gennaio e al 10 aprile 1844.
Nel 1844 T. Henderson dedusse che 4P/Faye fosse una cometa di breve periodo, ricevendone conferma da May, che calcolò un periodo di 7,43 anni.
Urbain Leverrier ne calcolò le effemeridi per il transito del 1851, predicendone il perielio nell'aprile dello stesso anno. Il 28 novembre 1850 James Challis confermò la bontà dell'opera di Leverrier, osservando la cometa in prossimità della posizione predetta.
La cometa non fu osservata durante i suoi passaggio al perielio del 1903 e 1918 a causa di condizioni osservative sfavorevoli. Nel 2006 ha raggiunto una magnitudine di 9,5.